# Второй Континентальный конгресс
Второй Континентальный конгресс (10 мая 1775 — 1 марта 1781 года) — съезд депутатов от 13 американских колоний Великобритании, состоявшийся в Индепенденс-холле в Филадельфии, штат Пенсильвания. Решение о созыве второго Континентального конгресса было принято в ходе первого Континентального конгресса в 1774 году. В работе второго Континентального конгресса принимали участие 65 депутатов от всех американских колоний, хотя представители от Джорджии присоединились к конгрессу только 20 июля. Фактически второй Континентальный конгресс взял на себя роль национального правительства в ходе Войны за независимость США. В 1775 году Конгресс принял Декларацию, объявляющую войну Англии, и петицию к королю Георгу III. В 1776 году по инициативе вирджинской делегации Конгресс разработал и одобрил Декларацию независимости США.

## Работа Конгресса
Первый Континентальный конгресс прекратил свою работу 26 октября 1774 года, и было решено, что он соберётся снова 10 мая 1775 года в том случае, если за это время соглашение с Англией не будет достигнуто. Британское правительство никак не отреагировало на обращения Конгресса, а 30 ноября 1774 года король Георг III обратился к парламенту с речью, в которой осудил действия Массачусетса. В марте и апреле 1775 года парламент обсуждал план мирного решения конфликта, но правительство уже решило подавить протест силой и 27 января генералу Гейджу было отправлено распоряжение захватить главарей протеста. Гейдж получил это письмо в начале апреля и сразу же приступил к мерам по разоружению колонистов, что привело к вооружённым столкновениям в Лексингтоне и Конкорде 19 апреля. Через три недели, 10 мая, депутаты Конгресса, собрались в Филадельфии в здании, известном сейчас как Индепенденс-холл. Некоторые депутаты (например, Джозеф Галлоуэй) отказались принимать участие в Конгрессе, который фактически вёл войну с Англией, поэтому среди 65 делегатов Конгресса не было противников войны. Все были согласны с тем, что война неизбежна, но расходились во мнении о том, как именно её вести.

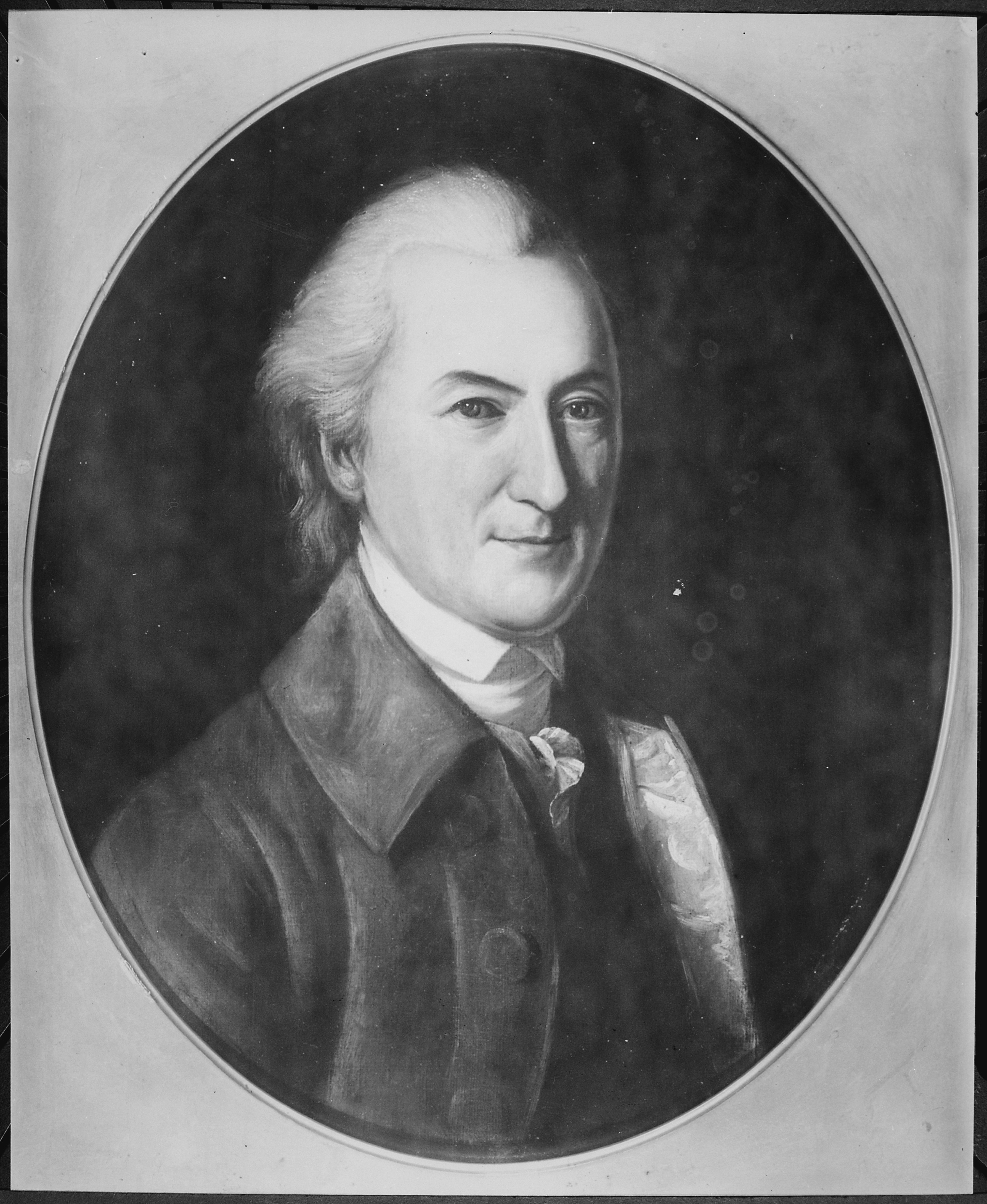
Джон Дикинсон

Депутаты от Новой Англии были настроены радикально, а депутаты Средней Атлантики были сторонниками примирения. Лидером второй группировки стал Джон Дикинсон. Эта группа предлагала вести войну, добиваясь мира на условиях, выдвинутых ранее Первым Конгрессом. Дикинсон старался сохранить зависимость колоний от короля и парламента, предпочитая стабильность, и опасаясь, что в ходе войны страну может захватить анархия. Он полагал, что экономика сильно пострадает без защиты королевской власти; например, американцы лишатся доступа к рыболовецким регионам северной Атлантики. Многие плантаторы Юга зависели от завоза рабов с британских колоний на Карибах. Большие доходы приносила и поставка в Англию материалов для кораблестроения. Коммерсанты Нью-Йорка и Филадельфии не видели никакого экономического смысла в разрыве с Англией. Они сильно зависели от стабильности курса денег, поэтому война могла нанести им большой урон. Они верили, что безопасность и стабильность возможны только в Британской Империи. Кроме того, многие полагали, что американцы слишком слабы, чтобы вести войну с Англией. Дикинсон предлагал вести войну, одновременно отправлять королю петиции и засылать в Лондон дипломатов, чтобы рано или поздно добиться выгодного соглашения с империей.

## Результаты работы Конгресса
- 14 июня 1775 года Конгресс принял решение о создании Континентальной армии и назначил Джорджа Вашингтона главнокомандующим американским ополчением.
- 10 мая 1776 года Конгресс издал резолюцию, по которой любой колонии, не имеющей правительства, следовало сформировать таковое.
- 15 мая 1776 года Конгресс издал преамбулу, в которой предлагалось отказаться от клятвы верности английской короне.
- 4 июля 1776 года была подписана Декларация Независимости, которая стала самым важным документом, выработанным в ходе работы конгресса. Декларация независимости стала первым документом, в котором колонии именовались, как «Соединённые Штаты Америки».
- 15 ноября 1777 года были изданы «Статьи Конфедерации», которые стали первым конституционным документом Соединённых Штатов.
- 1 марта 1781 года делегаты Мэриленда, последним из 13 штатов ратифицировавшего Статьи Конфедерации, подписали их на заседании Конгресса, после чего Статьи вступили в силу. Со вступлением в силу Статей Конфедерации Второй Континентальный конгресс продолжил работу как Конгресс Конфедерации.

### Статьи
- Esbon R. Marsh. The First Session of the Second Continental Congress (англ.) // The Historian. — Taylor & Francis, Ltd., 1941. — Vol. 3, iss. 2. — P. 181—194.